# 间棘纹胸鮡
间棘纹胸鮡（学名：Glyptothorax interspinalum）为輻鰭魚綱鯰形目鮡科纹胸鮡属的鱼类。在中国，分布于元江水系等及越南、寮國淡水流域，本魚全身褐色至黑色，體側中央具有灰白色斑紋，頭部及身體有皺褶及小瘤，體長可達10.6公分，棲息在水流快速的溪流底中層水域，生活習性不明。该物种的模式产地在越南。